# Encyocrypta risbeci
Encyocrypta risbeci là một loài nhện trong họ Barychelidae. Loài này phân bố ờ Nouvelle-Calédonie.